# Harrison County, Indiana
Harrison County är ett administrativt område i delstaten Indiana, USA, med 39 364 invånare. Den administrativa huvudorten (county seat) är Corydon.

## Geografi
Enligt United States Census Bureau så har countyt en total area på 1 261 km². 1 257 km² av den arean är land och 4 km² är vatten.

### Angränsande countyn
- Washington County - nord
- Floyd County - öst
- Jefferson County, Kentucky - sydost
- Hardin County, Kentucky - syd
- Meade County, Kentucky - sydväst
- Crawford County - väst